# Yevhen Ivchenko
Yevhen Ivchenko (en ukrainien Євген Михайлович Івченко, né le 26 juin 1938 - mort le 2 juin 1999) est un athlète soviétique spécialiste de la marche.

## Palmarès

### Jeux olympiques
- 1980 à Moscou ( Union soviétique)
  -  Médaille de bronze sur 50 km marche